# Peter Rasmussen (atlet)
 Der er flere personer med dette navn, se Peter Rasmussen.
Peter Camillo Rasmussen (født 1940) er en tidligere dansk sprinterløber, som løb for Randers Freja. Gennem sin karriere satte han 18 gange dansk rekord.
Peter Rasmussen blev student fra Randers Statsskole og fik senere en karriere i medicinalindustrien.
I 1994 etablerede han sig som selvstændig med IPC Pharma A/S. Sammen med to kolleger arbejdede han her med engroshandel af medicinalvarer og sygeplejeartikler.
Peter Rasmussen er gift med tidligere ældreminister Thyra Frank.

## Internationale mesterskaber
- 1958  EM  100 meter 11,3
- 1958  EM  200 meter 22,2

## Danske mesterskaber
- Guld 1960 100 meter 10.9
- Bronze 1960  200 meter 22.3
- Guld 1958 100 meter 10.7
- Guld 1958  200 meter 22.6